# Villa Romana Fraccionamiento
Villa Romana Fraccionamiento är en ort i Mexiko.   Den ligger i kommunen Querétaro och delstaten Querétaro Arteaga, i den centrala delen av landet, 190 km nordväst om huvudstaden Mexico City. Villa Romana Fraccionamiento ligger 1 980 meter över havet och antalet invånare är 135.
Terrängen runt Villa Romana Fraccionamiento är kuperad åt nordväst, men åt sydost är den platt. Runt Villa Romana Fraccionamiento är det tätbefolkat, med 849 invånare per kvadratkilometer. Närmaste större samhälle är Santiago de Querétaro, 7,1 km sydväst om Villa Romana Fraccionamiento. Runt Villa Romana Fraccionamiento är det i huvudsak tätbebyggt.